# Alexander Wassiljewitsch Kolobnew
Alexander Wassiljewitsch Kolobnew (auch Alexandr Kolobnev, russisch Александр Васильевич Колобнев; * 4. Mai 1981 in Wyksa) ist ein ehemaliger russischer Radrennfahrer.

## Laufbahn
Alexander Kolobnew begann seine internationale Karriere 2002 beim Italienischen Radsportteam Acqua e Sapone.
Zu den größten Erfolgen des Spezialisten für schwere Eintagesrennen gehören die zwei Vizeweltmeistertitel bei den Straßenrad-Weltmeisterschaften 2007 und 2009 und der Gewinn der Bronzemedaille bei den Olympischen Spielen 2008. Außerdem konnte er sich 2004 und 2010 den Titel des russischen Straßenmeisters sichern.
Im Jahr 2010 wurde Kolobnew beim Klassiker Lüttich–Bastogne–Lüttich Zweiter hinter Alexander Winokurow, mit dem er zusammen ausgerissen war. In der Folge wurde der Vorwurf erhoben, Winokurow habe den Sieg von Kolobnev für 150.000 € gekauft zu haben. Als Beweis sollen gewechselte E-Mails und Überweisungen dienen. Die Staatsanwaltschaft erhob Anklage und forderte jeweils eine sechsmonatige Haftstrafe und hohe Geldstrafen; beide Angeklagte wurden jedoch von einem Lütticher Gericht mangels Beweisen freigesprochen.
Kolobnew wurde während der 98. Tour de France im Juli 2011 positiv auf das Diuretikum Hydrochlorothiazid getestet, das häufig zur Maskierung anderer Doping-Substanzen benutzt wird, und daraufhin von seinem Team Katjuscha suspendiert. Die Analyse der B-Probe bestätigte den Dopingbefund. Im Dezember 2011 gab das Team Katjuscha bekannt, dass der bis zum Jahresende laufende Vertrag Kolobnews nicht verlängert werde, was letztlich aber dann doch geschah.
Kolobnew gab an, die Substanz Hydrochlorothiazid (HCT) zur Behandlung einer Gefäß-Krankheit zu benutzen. Er wurde dafür von seinem Verband zu einer Geldstrafe von 1200 Euro verurteilt. Der Weltradsportverband Union Cycliste Internationale hatte gegen die seiner Meinung nach zu milde Strafe vor dem Internationalen Sportgerichtshof (CAS) Einspruch eingelegt. Die Richter sahen es jedoch als erwiesen an, dass der Gebrauch des Mittels „aus medizinischen Gründen“ gerechtfertigt gewesen sei und die Strafe bestätigt. Bereits 2009 habe Kolobnews Arzt angegeben, dem Radprofi das Mittel zur Behandlung der Gefäßprobleme zu verabreichen.
Im Zuge der Dopingermittlungen der Staatsanwaltschaft von Padua geriet er Ende 2014 in den Verdacht, Kunde des umstrittenen Sportmediziners Michele Ferrari gewesen zu sein. Im Dezember 2017 wurde bekannt, dass sich Kolobnew ab März 2018 gemeinsam dem kasachischen Fahrer Alexander Winokurow vor einem Gericht im belgischen Namur verantworten muss. Ihm wird von der Staatsanwaltschaft vorgeworfen, im Jahr 2010 von Winokurow dafür bezahlt worden zu sein, diesen beim Rennen Lüttich–Bastogne–Lüttich gegen eine Zahlung 150.000 Euro gewinnen zu lassen. Winokurow hatte Kolobnew bei diesem Rennen besiegt. Bei den Ermittlungen im Zusammenhang mit denen in Sachen Michele Ferrari waren Überweisungen von Winokurows Konto auf das von Kolobnew aufgefallen.

## Palmarès
2004
- Russischer Meister – Straßenrennen

2006
- eine Etappe Valencia-Rundfahrt

2007
- eine Etappe Paris–Nizza
- Weltmeisterschaft – Straßenrennen
- Monte Paschi Eroica

2008
- Olympisches Straßenrennen[11]

2009
- Weltmeisterschaft – Straßenrennen

2010
- Russischer Meister – Straßenrennen

2013
- eine Etappe Tour de Wallonie

2016
- Bergwertung Volta ao Algarve

## Teams
- 2002 Acqua e Sapone-Cantina Tollo
- 2003 Domina Vacanze-Elitron
- 2004 Domina Vacanze
- 2005 Rabobank
- 2006 Rabobank
- 2007 Team CSC
- 2008 Team CSC-Saxo Bank
- 2009 Team Saxo Bank
- 2010 Team Katusha
- 2011 Katusha Team
- 2012 Katusha Team
- 2013 Katusha
- 2014 Team Katusha
- 2015 Team Katusha
- 2016 Gazprom-RusVelo